# Carmen López Moreno
Carmen López Moreno, (Madrid, 1965) es una geofísica, vulcanóloga e investigadora española, Directora del Observatorio Geofísico Nacional IGN y fue una de las vigilantes de la erupción del Volcán de Cumbre Vieja en La Palma. El 13 de marzo de 2022 el Instituto Geográfico Nacional fue condecorado con la Medalla al Mérito de la Protección Civil, por la labor desarrollada en la crisis volcánica de La Palma y López fue la encargada de recoger la medalla en nombre de la Dirección General.

## Trayectoria
López nació en Madrid en 1965, hija del pintor y retratista Antonio López y la pintora realista, María Moreno y aunque su familia estuvo dedicada al arte y a la pintura ella se dedicó al estudio de las Ciencias de la Tierra. Es licenciada en Ciencias Físicas y doctora en Ciencias de la Tierra por la Universidad de Barcelona, desde 1990 se ha desempeñado en el Instituto Geográfico Nacional en el área de sismología y en 2004 amplió su campo a la geofísica y vulcanología este mismo año viaja a Nápoles y a Roma, al Instituto Nacional de Geofísica y Vulcanología italiano (INGV), para investigar y estudiar lo que hacían y aprovechar la experiencia de Italia en eventos sísmicos. Desde el año 2006 es directora del Observatorio Geofísico Nacional. En 2011 tiene un papel fundamental científico y formativo en la gestión de la crisis sismo-volcánica de la isla del Hierro  cuya actividad volcánica se identifica en julio del año 2011 la cual culmina en octubre de este mismo año en una erupción submarina en la Isla del Hierro. Y en 2012 dio una conferencia en conmemoración de la celebración de los 150 años del Instituto Geográfico Nacional que llevaba por título “De Julio Verne a las Redes de Vigilancia Volcánica” que relaciona un hecho propuesto en la novela Viaje al centro de la Tierra en 1864 del escritor francés Julio Verne, donde propone conectar dos volcanes bajo la superficie terrestre. Uno, el Snæfellsjökull, lo situó en Islandia y otro, Stromboli, en Italia, ambos están separados entre sí más de 3600 kilómetros en línea recta. Aunque la propuesta por Verne es únicamente una realidad en una novela de ficción, lo cierto es que el escritor francés estableció la idea de que los volcanes son las ventanas desde se puede apreciar para poder entender lo que sucede en las profundidades del planeta, de esta curiosidad López destaca la investigación del proceso de conexiones entre los volcanes y sus partes internas. En 2015 participó como ponente en la IV semana de la ciencia en Cuart de Poblet con la conferencia titulada Cuando la Tierra Ruge y Tiembla.
En 2018 López formó parte del Comité Director de Plan Especial de Protección Civil y Atención de Emergencias por Riesgo Volcánico de Canarias PEVOLCA como portavoz del Comité Científico. En abril del 2022 López participó en la conferencia Vigilancia y seguimiento de la erupción en Cumbre Vieja, La Palma, 2021, dentro del ciclo Acercando la Ciencia a la Sociedad Civil.

## Investigación

### Erupción submarina en la Isla de el Hierro
En 2011 López como responsable de Instituto Geográfico Nacional supervisó observó y estudió toda la evolución de principio a fin de la crisis sismo-volcánica de El Hierro que empezó el 10 de octubre del 2011, la cual estuvo precedida por mucha actividad sísmica de más de 10.000 terremotos localizados y deformaciones superficiales del terreno de casi 6 centímetros además de otras anomalías geoquímicas y geofísicas que duraron aproximadamente tres meses. La erupción submarina dio inicio a las 00,15 hrs UTC1 que duró casi 4 meses y que formó un nuevo volcán al sur de la isla rompiendo una corteza a 20 km y llevar el magma a la superficie en el Mar de Las Calmas. La erupción submarina de el Hierro es considerada la primera en España en 40 años.

### Volcán de Cumbre Vieja
En 2017 López y el equipo que trabajaba en la vigilancia y alerta sísmica de España, registra alarmas de un enjambre sísmico que se produce en el Volcán de Cumbre Vieja en La Palma y este fue un precedente para que el día 11 de septiembre del 2021 se produjeran otros pequeños enjambres y terremotos hasta la erupción del volcán el día 19 de septiembre. López destacó que se contaba con estadísticas para valorar la evolución de le erupción en La Palma pero que no contaban con una certeza para predecir el final de la erupción pero gracias a la observación y al análisis de los niveles de dióxido de azufre se puede hacer una pequeña estimación. López encontró en octubre del 2021 una pequeña similitud en la disminución de la actividad sísmica en La Palma a profundidades de más de 20 kilómetros, algo que ocurrió en la remisión del volcán Tagoro en El Hierro en 2011 pero que no garantizaba que se considerara como un indicador del fin de la erupción del Cumbre Vieja.